# Höllbach
Höllbach (česky Pekelský potok) je potok v Horních Frankách v Bavorsku v Německu, který pramení na česko-německé státní hranici a  je pravou zdrojnicí německé řeky Schwesnitz. Jeho povodí zasahuje i na území Česka díky Újezdskému potoku. Jeho jméno je odvozené od části Rehauského lesa zvané Hölle. Délka toku činí 8,41 km. Plocha povodí měří 29,66 km².

## Průběh toku
Pramení na česko-německé státní hranici severozápadně od Aše a prvních 1,7 km teče jihozápadním směrem po hranici. Poté hranici opouští a pokračuje západním směrem až k soutoku se zprava přitékajícím Erlenbächleinem. Dále pokračuje na jihozápad, přijímá zleva Újezdský potok a na okraji města Rehau zprava Lövitz. V Rehau vytváří soutokem s Perlenbachem vytváří Schwesnitz.

### Přítoky
- zprava – Erlenbächlein, Lövitz
- zleva – Újezdský potok

### Povodí v Česku
Na území Česka zasahuje jeho povodí o velikosti 6,87 km², které zahrnuje povodí vlastního pramenného toku (2,16 km²) a povodí Újezdského potoka.